# Loimaw
Loimaw (birmà Lwemaw) és un petit estat subsidiari de Yawnghwe, abans independent. És al sud-oest de Taunggyi, a l'oest del llac Inle. Té una superfície de 79 km². La majoria de la població és taungthu amb minories danu i xan. La capital és Minywa (109 habitants el 1901). La superfície és de 127 km² i limita al nord amb Hsamonghkam i Yawnghwe; a l'est amb Yawnghwe; al sud amb Namhkai; i a l'oest amb Hsihkip. La població el 1901 era de 4.576 habitants repartits en 59 pobles; els ingressos s'estimaven en 4.000 rupies el 1901 i el tribut al govern britànic era de 2.500 rupies.